# Prosthecobacter
 (décembre 2022).
Si vous disposez d'ouvrages ou d'articles de référence ou si vous connaissez des sites web de qualité traitant du thème abordé ici, merci de compléter l'article en donnant les références utiles à sa vérifiabilité et en les liant à la section « Notes et références ».
Genre
Les Prosthecobacter sont un genre de bactéries à Gram négatif de la famille des Verrucomicrobiaceae. Son nom, tiré du grec prosthêkê (προσΘήκη,-ης : appendice, attribut) et du néolatin bacter (bacille), fait référence à l'excroissance semblable à celle des Caulobacter que possèdent ces bactéries.

## Liste d'espèces
Selon la LPSN (3 décembre 2022) :
- Prosthecobacter algae Lee et al. 2014
- Prosthecobacter debontii Hedlund et al. 1998
- Prosthecobacter dejongeii Hedlund et al. 1998
- Prosthecobacter fluviatilis Takeda et al. 2008
- Prosthecobacter fusiformis (ex Staley et al. 1976) Staley et al. 1980 – espèce type
- Prosthecobacter vanneervenii Hedlund et al. 1998

## Biologie moléculaire des microtubules
Les tubulines, qui sont des composants du microtubule, n'ont jamais été observées chez les bactéries. La plupart des bactéries ont une structure homologue, FtsZ. 
Les Prosthecobacter sont l'exception à cela, contenant des gènes qui ont une plus grande homologie de séquence à la tubuline eucaryote que FtsZ. 
Ces gènes sont appelés tubuline bactérienne a (BtubA) et tubuline bactérienne b (BtubB). Leurs propriétés ne sont pas exactement les mêmes. Cependant, les boucles de surface et les protofilaments sont extrêmement similaires.